# Xylocopa nogueirai
Xylocopa nogueirai là một loài Hymenoptera trong họ Apidae. Loài này được Hurd & Moure mô tả khoa học năm 1960.